# Adam Brody
Adam Jared Brody (født 15. december 1979) er en amerikansk skuespiller, bedst kendt for rollen som Seth Cohen i tv-serien The O.C.. Adam Brody blev født og opvoksede i San Diego, Californien. Han er den ældste søn af jødisk-amerikanske forældre, og har to yngre tvillingebrødre. I sine unge dage brugte han det meste af sin fritid på at surfe.
Efter han havde færdiggjort high school, flyttede han i 1999 til Hollywood, hvor han hurtigt kom i forbindelse med en manager og en dramalærer. Han arbejdede det første år i en Blockbusterbutik, mens han gik til auditions.
Brody fik en række mindre roller i forskellige tv-serier, men hans store gennembrud kom med rollen som den morsomme, men kejtede Seth Cohen i tv-serien The O.C.. Med ét fik han stor succes, og blev hurtigt et ungdomsidol. Siden har han haft en rolle i Mr. & Mrs. Smith med Brad Pitt og Angelina Jolie i hovedrollerne. Personligt har han tidligere dannet par med medskuespillerinden Rachel Bilson, der også spiller hans kæreste i The O.C..
Han har også medvirket i In the land of women som er en drama. Hans kollegaere i filmen var Kristen Stewart og Meg Ryan.